# كينيث كارلين
كينيث كارلين (بالدنماركية: Kenneth Karlin)‏ هو كاتب أغاني ومنتج أسطوانات دنماركي، ولد في 18 سبتمبر 1966.

## روابط خارجية
- كينيث كارلين على موقع IMDb (الإنجليزية)
- كينيث كارلين على موقع ميوزك برينز (الإنجليزية)
- كينيث كارلين على موقع ديسكوغز (الإنجليزية)
- كينيث كارلين على موقع ديسكوغز (الإنجليزية)